# Re-Union
Re-Union – holenderski duet muzyczny założony w 2003 roku przez Fabrizio Pennisiego i Paula de Corte'a na potrzeby udziału w holenderskich eliminacjach do 49. Konkursu Piosenki Eurowizji.

## Historia
Pochodzący z Belgii Pennisi był członkiem założycielem boys bandu All Of Us, który powstał w 1998. de Corte dołączył do składu zespołu w 2001, rok później formacja ogłosiła zakończenie działalności.
Fabrizio i Paul postanowili kontynuować współpracę, po czym zgłosili się do holenderskich eliminacji do Konkursu Piosenki Eurowizji z utworem „Without You” autorstwa Eda i Angeline van Otterdijków. Pomyślnie przeszli przez półfinał selekcji, a 22 lutego wygrali w finale, zdobywając 108 punktów od jurorów i telewidzów, dzięki czemu zostali okrzyknięci reprezentantami Holandii podczas Eurowizji 2004 organizowanej w Stambule. 12 maja wystąpili w półfinale konkursu i z szóstego miejsca awansowali do rozgrywanego trzy dni później finału, w którym zajęli 20. miejsce. Podczas występu wsparł ich trzyosobowy chórek w składzie: Tarif Heljanan, Erwin van Motman i Pieter van Schooten. W lipcu wydali drugi, wspólny singiel – „If You Love Somebody”, niedługo potem ogłosili zakończenie działalności.

## Dyskografia

### Notowane utwory
| Rok  | Tytuł                  | Pozycja na liście | Pozycja na liście |
| Rok  | Tytuł                  | NLD               | BEL (Fl)          |
| ---- | ---------------------- | ----------------- | ----------------- |
| 2004 | „Without You”          | 12                | 17                |
| 2004 | „If You Love Somebody” | 37                | –                 |